# Yuma Tsujioka
Yuma Tsujioka (japanisch 辻岡 佑真 Tsujioka Yuma; * 9. Dezember 2001 in der Präfektur Kagawa) ist ein japanischer Fußballspieler.

## Karriere
Yuma Tsujioka erlernte das Fußballspielen in der Universitätsmannschaft der International Pacific University in Okayama. Die Saison 2023 wurde er von der Universität an den Zweitligisten Iwaki FC ausgeliehen. Sein Zweitligadebüt gab Yuma Tsujioka am 2. April 2023 (7. Spieltag) im Auswärtsspiel gegen Fagiano Okayama. Bei dem 1:1-Unentschieden wurde er in der 61. Minute für Yūsuke Ishida eingewechselt. 2023 bestritt er sieben Ligaspiele. Nach der Ausleihe wurde er im Februar 2024 fest von Iwaki unter Vertrag genommen. Die Saison 2024 wurde er an den Drittligisten Tegevajaro Miyazaki ausgeliehen. Für den Verein aus Miyazaki bestritt er 37 Ligaspiele. Die Saison 2025 wurde er an den Drittligisten Giravanz Kitakyūshū verliehen.